# Helma Orosz
Helma Orosz (Görlitz, 11 maggio 1953) è una politica tedesca, dal 2003 al 2008 ministra di Stato per gli affari sociali della Sassonia e sindaca di Dresda dal 2008 al 2015.

## Biografia
Helma Orosz è nata a Görlitz l'11 maggio 1953. Dopo essersi diplomata al Politecnico (POS), ha studiato presso la Scuola Tecnica di Medicina di Görlitz e si è diplomata nel 1972 come insegnante di scuola materna. Oltre al suo lavoro, ha completato una qualifica come manager di asili nido presso la Betriebsakademie Cottbus (1976-1978). Dal 1975 ha lavorato come vice capo di un asilo nido a Weißwasser nell'Alta Lusazia, prima di assumere la gestione di una struttura per bambini nel 1979. Dal 1989 è stata a capo dell'Associazione degli asili nido distrettuali Weißwasser.
Nel 1990 Orosz divenne capo del dipartimento della salute e degli affari sociali nell'ufficio distrettuale di Weißwasser e mantenne questa posizione dopo la fusione del distretto nel 1994 nel distretto della Bassa Slesia Oberlausitz. Dal 1998 al 2001 ha completato la formazione continua a tempo parziale nel campo dell'amministrazione aziendale amministrativa presso l'Accademia di amministrazione e economia sassone privata a Bautzen e l'ha completata con un certificato di perfezionamento in amministrazione e amministrazione aziendale (VWA).

## Carriera politica
Orosz è entrata a far parte della CDU nel 2000 ed è diventata sindaca di Weißwasser/Alta Lusazia nel 2001. Due anni dopo, ha rassegnato le dimissioni da questo incarico quando è stata nominata ministra di Stato sassone per gli affari sociali nel gabinetto Milbradt I dopo le dimissioni di Christine Weber il 10 luglio 2003. Dopo le elezioni statali del 2004, ha mantenuto la carica di ministra nel gabinetto nero-rosso Milbradt II. Dal 2004 al 2008 è stata anche membro del collegio elettorale dell'Oberlausitz 1 della Bassa Slesia nel parlamento statale sassone.

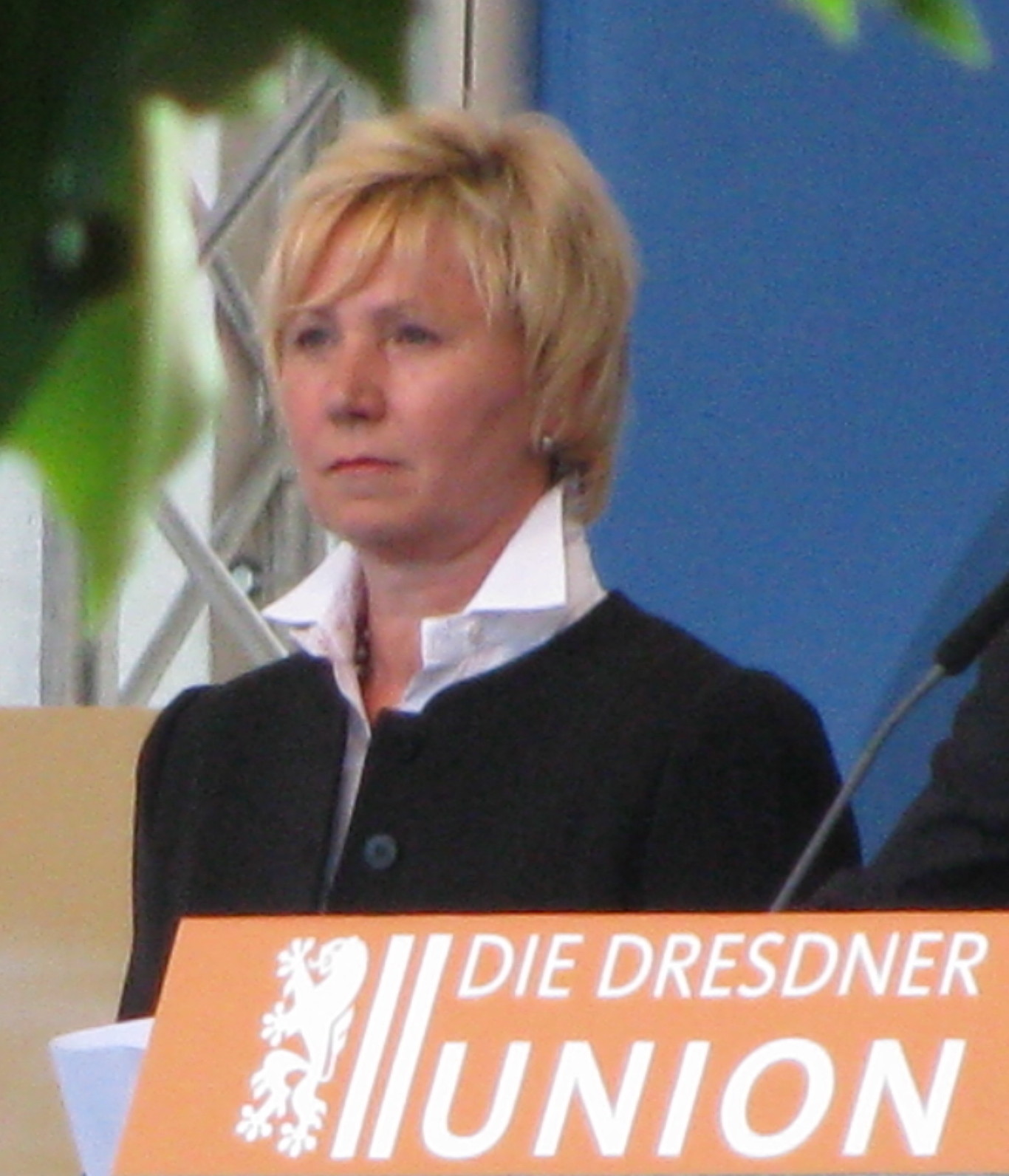
Orosz nel giugno 2008

In preparazione alle elezioni amministrative del 2008 a Dresda, è stata proposta ai membri della CDU come candidata da un comitato di selezione interno al partito e dall'allora primo ministro della Sassonia, Georg Milbradt. Il 10 novembre 2007, la 33a conferenza distrettuale del partito della CDU di Dresda l'ha eletta candidata sindaca con il 97,8% dei voti. Obiettivo: riconquistare il posto di sindaca per la CDU che ha perso nel 2001. Al primo scrutinio dell'8 giugno 2008, ha mancato la maggioranza assoluta con il 47,61%. Al ballottaggio del 22 giugno 2008, ha prevalso con il 64,04% contro Klaus Sühl (Die Linke, 31,12%) e altri tre candidati.  La sua nomina è avvenuta il 20 novembre 2008. Successivamente, Volker Schimpff ha assunto il suo seggio nel parlamento statale e Christine Clauss è diventata la nuova ministra degli affari sociali. Il 14 novembre 2009 è stata eletta tra i vicepresidenti della CDU in Sassonia alla conferenza di stato del partito.
Orosz ha sostenuto la controversa costruzione del ponte Waldschlösschen che costò a Dresda il suo status di Patrimonio dell'Umanità. Nel suo discorso inaugurale, ha enunciato i piani per il suo mandato per convincere l'UNESCO che Waldschlößchenbrücke ma ha fallito nel giugno 2009. La pittrice Erika Lust nel 2009 ha creato un dipinto che raffigurava Orosz a seno nudo davanti al ponte. Orosz ottenne un'ingiunzione preliminare contro l'esposizione pubblica del dipinto,  ma l'Alta Corte Regionale di Dresda giudicò la libertà artistica e la libertà di espressione dell'artista più importanti dei diritti personali di Orosz. Orosz non ha presentato ricorso alla Corte costituzionale federale.
Nel 2011 a Orosz è stato diagnosticato un cancro al seno.  Ha ricevuto cure mediche per dieci mesi e ha ripreso le sue funzioni nel marzo 2012.
 Durante questo periodo è stata rappresentata dall'assessore economico di Dresda Dirk Hilbert (FDP). 
Nell'autunno del 2014, Orosz ha cercato per la prima volta di avviare un dialogo con i manifestanti islamofobi e xenofobi di Pegida, che hanno tenuto grandi raduni settimanali a Dresda. Nel gennaio 2015, tuttavia, Orosz e il primo ministro sassone Stanislaw Tillich hanno chiesto congiuntamente una manifestazione di massa per l'apertura mentale contro la xenofobia e l'intolleranza.
A causa delle sue cattive condizioni di salute, ha rassegnato le dimissioni dalla carica di sindaca il 28 febbraio 2015, circa cinque mesi prima della regolare scadenza del suo mandato. Il suo vice Dirk Hilbert ha assunto la carica il 2 marzo 2015 ed è stato eletto nuovo sindaco nel luglio dello stesso anno.
Il 30 maggio 2015 è stata insignita della Medaglia costituzionale sassone dal presidente del parlamento statale, Matthias Rößler, "per i suoi servizi come donna di stato e di città allo sviluppo democratico libero in Sassonia, nel distretto della Bassa Slesia dell'Alta Lusazia e a Dresda".  Dopo le sue dimissioni, si ritirò a vita privata.